# بورگوالده
بورگوالده (به آلمانی: Burgwalde) یک شهر در آلمان است که در Eichsfeld واقع شده‌است. بورگوالده ۲۴۶ نفر جمعیت دارد.